# Лекхето, Джейкоб
Дже́йкоб Лекхе́то (англ. Jacob Lekgetho; 24 марта 1974, Соуэто — 9 сентября 2008, Йоханнесбург) — южноафриканский футболист, выступавший на позициях левого защитника и полузащитника. Известность обрёл по выступлениям за московский клуб «Локомотив», в составе которого дважды становился чемпионом России в 2002 и 2004 годах, а также три раза подряд попадал в список 33 лучших футболистов чемпионата России. В составе сборной ЮАР играл на чемпионате мира 2002 года. Считается одним из лучших легионеров в истории московского «Локомотива» и чемпионата России.
В 2004 году Джейкоб неожиданно завершил карьеру и вернулся на родину: ряд изданий связали скорый отъезд игрока на родину с тем, что у него якобы был диагностирован СПИД, хотя прямых доказательств этому не было представлено. В 2007 году некоторые СМИ по ошибке сообщили о гибели Джейкоба в автокатастрофе, в связи с чем игрок даже записал видеообращение. Спустя год Лекхето скоропостижно скончался, по сообщениям ряда СМИ, после некоей продолжительной болезни. Причины смерти официально не были оглашены: отдельные издания предполагали, что причиной смерти игрока стал СПИД, однако родные и близкие Джейкоба отрицали наличие у него подобного диагноза.

## Ранние годы
Джейкоб Лекхето родился 23 марта 1974 года в городе Соуэто (пригород Йоханнесбурга) в многодетной семье. По происхождению из народа тсвана. Вырос в Соуэто, в квартале Молетсане, где и начал играть в футбол. В те годы, на которое пришлось детство Джейкоба, в Соуэто царила криминогенная обстановка, связанная с тем, что во время политики апартеида полиция туда массово свозила чернокожих африканцев: в районе часто происходили перестрелки со смертельным исходом. До 18 лет Лекхето играл в любительских командах: его первым клубом стал любительский клуб «Юные разрушители», игроки которого выступали в белом, поэтому после матчей форма всегда была грязная, но Лекхето сам стирал свою форму.
Джейкоб говорил, что подписал свой первый профессиональный контракт в возрасте 18 лет с клубом «Морока Свэллоуз». Он получал месячную зарплату, примерно равную тысяче долларов США: этого хватало, чтобы прокормить семью из пяти человек (включая бабушку и младшего брата Джереми), но не хватало на карманные расходы. В составе «Свэллоуз» Лехкето выступал в чемпионате ЮАР с 1995 по 2000 годы. Джейкоб несколько раз становился участником скандальных историй: его одноклубник Питер Раболеле рассказывал, что после матча против кейптаунского клуба «Элленик» игроки «Свэллоуз» Лекхето и Клемент Мазибуко встретили девушек и привели их в гостиничный номер, а на следующее утро девушки сбежали, украв фирменные куртки Nike, которые носили игроки. В 1998 году в рамках подготовки к одному матчу игроков «Свэллоуз» обязали пройти некий обряд «мути», связанный с нанесением ритуальных насечек в разных местах на тело: Джейкоб и ещё двое игроков отказались участвовать в обряде, за что были исключены из состава на несколько матчей, а сам Лекхето был ещё и отправлен в Бразилию, где некоторое время играл в пляжный футбол.
Всего за «Свэллоуз» Лекхето сыграл 155 матчей в разных турнирах: в частности, в Премьер-лиге ЮАР он провёл 144 матча и забил 10 голов за клуб. С 2000 года тренером южноафриканского клуба был Виктор Бондаренко, который и порекомендовал молодого игрока московскому «Локомотиву». Незадолго до отъезда в Россию Бобо на заработанные в клубе деньги купил подержанный автомобиль Toyota чёрного цвета, который так и остался у него в родном городе.

## Московский «Локомотив»

### 2001 год
В 2001 году Лекхето перешёл в состав «Локомотива» за сумму, примерно эквивалентную 140 тысячам фунтов стерлингов (по другим данным, сумма была примерно равна 140 тысячам долларов США). В клубе он играл под номером 4. Считается, что тренер «Локомотива» Юрий Сёмин заинтересовался приобретением игрока во время зимних сборов в начале 2001 года, которые прошли в Португалии: вместе с «железнодорожниками» там же проводила свои матчи вторая сборная ЮАР. Сёмин говорил, что ему потребовалось чуть больше тайма одной из встреч южноафриканцев, чтобы оценить все игровые характеристики Лекхето. После просмотра второй игры он дал согласие на переход игрока.
Его первым трофеем стал Кубок России, выигранный в сезоне 2000/2001: в финале кубка «железнодорожники» в серии послематчевых пенальти взяли верх над «Анжи», а Лекхето успешно реализовал свой удар, причём после забитого пенальти он дважды брыкнул ногой в сторону ворот, празднуя забитый им мяч. Всего Лекхето провёл в 2001 году 25 матчей в чемпионате России, два матча в Кубке России и 10 игр в еврокубках. В 3-м квалификационном раунде Лиги чемпионов сезона 2001/2002 Лекхето забил гол в ворота австрийского «Тироля» уже в самом начале встречи после навеса Марата Измайлова, а «Локомотив» в итоге выиграл со счётом 3:1.
По итогам розыгрыша РФПЛ 2001 года «Локомотив» стал серебряным призёром, а сам Лекхето вошёл в список 33 лучших игроков чемпионата России, став вторым после представителя «Спартака» Жерри-Кристиана Тчуйсе африканским футболистом, попавшим в подобный список. Получая зарплату на уровне игроков Премьер-Лиги, бо́льшую часть заработанных денег Лекхето отправлял семье. Со временем трансферная стоимость игрока выросла за счёт постоянных встреч на уровне Лиги чемпионов против команд уровня «Реала», «Барселоны» и «Арсенала».

### 2002 год
Перед началом чемпионата России 2002 года Лекхето восстанавливался от последствий травмы, из-за которой пропустил Кубок африканских наций. По ходу всего года вместе с тремя другими защитниками (правым защитником Вадимом Евсеевым, центральными защитниками Сергеем Игнашевичем и Геннадием Нижегородовым) Лекхето составил костяк обороны «Локомотива» в чемпионате России и Лиге чемпионов: за весь чемпионат железнодорожники пропустили только 12 мячей при том, что их основной конкурент в лице ЦСКА пропустил 26 мячей. В частности, в 3-м квалификационном раунде Лиги чемпионов сезона 2002/2003 Лекхето поразил ворота австрийского ГАК, что принесло команде Юрия Сёмина победу 2:0. Одним из наиболее важных матчей того сезона Лекхето называл гостевую игру против «Галатасарая», состоявшуюся 29 октября 2002 года на первом групповом этапе и принёсшую победу «железнодорожникам» со счётом 2:1. Счёт открыл на 70-й минуте Дмитрий Лоськов, затем через три минуты Хасан Шаш сравнял счёт, но спустя ещё две минуты Вадим Евсеев забил второй гол, который и стал победным.
После 30 туров чемпионата России «Локомотив» и ЦСКА набрали одинаковое количество очков, и судьба титула должна была решиться в так называемом «золотом матче» 21 ноября: в этой встрече «Локомотив» одержал победу со счётом 1:0. Лекхето отыграл все 90 минут в том матче и заработал на 26-й минуте жёлтую карточку: таким образом, он стал чемпионом России в составе «Локомотива». Ещё по ходу первенства Бобо пообещал взобраться на крышу базы клуба в Баковке в случае победы «Локомотива» в чемпионате России. Он готов был сделать это сразу же после «золотого матча» против ЦСКА, но его планы были отложены в связи со встречей игроков с руководством клуба 22 ноября и визитом Геннадия Селезнёва на базу клуба 23 ноября. В тот момент «железнодорожники» готовились к лигочемпионскому матчу против дортмундской «Боруссии», но Лекхето намеревался сдержать своё слово в любом случае. В один из дней Джейкоб всё же взобрался с кубком чемпионов России на крышу клубной базы в Баковке: и хотя он никого не предупредил о своём поступке, журналисты сфотографировали Лекхето на крыше базы, и эти снимки попали в прессу. Отмечая победу в чемпионате, Лекхето даже заявил на эмоциях, что больше «армейцы» никогда не обыграют «Локомотив», но уже в следующем году в 7-м туре чемпионата России ЦСКА одержал победу над «Локомотивом» со счётом 2:0.
Всего за 2002 год Лекхето сыграл 23 матча в чемпионате России, забив два гола, провёл один матч в Кубке России и девять в еврокубках. По итогам года он во второй раз попал в список 33 лучших футболистов чемпионата России, став уже лучшим на позиции левого защитника.

### 2003 год
В 2003 году Лекхето принял участие в первом в истории российского футбола розыгрыше Суперкубка: 8 марта в матче встречались чемпион страны «Локомотив» и обладатель Кубка России ЦСКА. Основное время матча завершилось вничью 1:1, овертайм тоже не выявил победителя, и исход трофея решался в серии пенальти. Лекхето не реализовал свой 11-метровый удар, пробив мимо ворот, однако его клуб в итоге взял верх в серии пенальти 4:3. В том году «Локомотив» занял итоговое 4-е место в чемпионате России, что не помешало Лекхето, Евсееву и Игнашевичу снова попасть в число лучших защитников чемпионата России. Лекхето, снова войдя в список лучших 33 футболистов чемпионата России, второй год подряд стал лучшим левым защитником.
В ходе розыгрыша Лиги чемпионов УЕФА сезона 2003/2004 Лекхето вместе с клубом вышел в плей-офф турнира, приняв участие в ключевом матче группового этапа против «Интера», в котором «Локомотив» одержал крупную победу над «нерадзурри» со счётом 3:0. В последнем матче группового этапа против «Арсенала» Лекхето был удалён на последней минуте первого тайма, получив второе предупреждение за грубую игру: «Локомотив» уступил 0:2, однако вышел в 1/8 финала Лиги чемпионов благодаря ничье 1:1 в параллельном матче между «Интером» и киевским «Динамо». Всего за 2003 год в активе Лекхето были 24 матча в чемпионате России (плюс один забитый мяч), 2 матча в Кубке России, 9 матчей в еврокубках и один матч в Суперкубке России.

### 2004 год
В 2004 году Лекхето сыграл всего 6 матчей в чемпионате России и 4 матча в Кубке России. Из-за удаления, заработанного в последнем матче группового этапа Лиги чемпионов против «Арсенала», он пропустил первый матч 1/8 финала против «Монако»: во встрече, проходившей на стадионе «Черкизово», «Локомотив» одержал победу со счётом 2:1. В ответном матче, проходившем в Монте-Карло, Лекхето не появился на поле, несмотря на отбытую дисквалификацию: его на левом фланге заменил Сергей Гуренко. «Железнодорожники» проиграли 0:1 при очень спорном судействе и покинули турнир: благодаря правилу гола, забитого на чужом поле, в следующий раунд вышло «Монако».
Свой последний матч за «Локомотив» Бобо провёл 22 мая 2004 года, отыграв все 90 минут встречи в Самаре против «Крыльев Советов», а в конце июля того же года было объявлено об уходе игрока из «Локомотива». Некоторые связывали уход Лекхето с тем, что он проигрывал конкуренцию Дмитрию Сенникову за место в основном составе, хотя сам Бобо говорил, что игравший в составе клуба Сергей Гуренко легко мог бы его заменить на позиции левого защитника. Отъезд игрока стал полной неожиданностью для всего клуба. Лекхето объяснял причины своего ухода семейными обстоятельствами и необходимостью находиться дома, хотя руководство «Локомотива» готово было предложить ему контракт с более выгодными условиями. Так или иначе, но «Локомотив» в том году выиграл чемпионат России, и Лекхето формально стал чемпионом России 2004 года.
Всего за «железнодорожников» в 2001—2004 годах Лекхето провёл провёл 116 матчей и забил 5 голов: из них 78 матчей и 3 гола пришлись на матчи чемпионатов России. Два гола им были забиты в матчах Лиги чемпионов УЕФА на квалификационных этапах, причём оба мяча были забиты в ворота клубов из Австрии. За все годы выступления в «Локомотиве» Лекхето отдал четыре голевые передачи.

## Карьера в сборной
Будучи игроком клуба «Морока Свэллоуз», Лекхето вызывался 8 раз в сборную ЮАР за полтора года, что стало рекордом для клуба. Дебютным матчем Лекхето стала товарищеская игра 28 мая 2000 года против Мальты в Та-Кали, завершившаяся победой ЮАР со счётом 1:0. Он выступал и в составе второй сборной ЮАР, а благодаря проведённым в начале 2001 года учебно-тренировочным сборам сумел обратить на себя внимание Юрия Сёмина. Из-за травмы, полученной в конце 2001 года на сборах в Германии, Лекхето не только пропустил ответный еврокубковый матч против «Хапоэля», но и не попал в окончательную заявку ЮАР на Кубок африканских наций 2002 года.
В канун чемпионата мира 2002 года, проходившего в Южной Корее и Японии, в активе Лекхето было всего 15 матчей за сборную ЮАР. Изначально его не включили в число 23 игроков, вошедших в финальную заявку сборной: главный тренер сборной Джомо Соно вызвал вместо него ветерана сборной Лукаса Радебе, недавно оправившегося от травмы. Однако 22 мая Лекхето был всё же включён в окончательную заявку, заменив Мэттью Бута, который получил травму колена. Со слов самого Лекхето, весь Соуэто радовался включению игрока в заявку сборной. Тренерский штаб включил Лекхето в качестве сменщика Брэдли Карнелла, игравшего тоже на левом фланге обороны. Сам Бобо на чемпионате мира провёл только одну встречу, состоявшуюся 12 июня в рамках группового этапа против Испании и завершившуюся поражением сборной ЮАР со счётом 2:3. Отмечая выигранный титул чемпиона России в конце того же года, Лекхето заявил, что если бы правила ФИФА позволили ему смену спортивного гражданства, он бы попросил российские власти предоставить ему российский паспорт и право играть за сборную России. Хотя многие расценивали его высказывание как шутку, мать Джейкоба в интервью «Советскому спорту» в 2010 году сказала, что Бобо неоднократно в частных разговорах высказывал подобное желание.
В 2004 году Лекхето выступил в составе южноафриканской сборной на Кубке африканских наций: он провёл все три матча в группе D против сборных Бенина (победа 2:0), Нигерии (поражение 0:4) и Марокко (ничья 1:1). Сборная ЮАР не преодолела групповой этап и заняла 3-е место в своей группе: шансы на выход из группы она потеряла, когда не смогла обыграть марокканцев в третьем туре. 20 июня того же года он сыграл свой последний матч за сборную ЮАР против Ганы, проходивший в рамках отбора в зоне КАФ на чемпионат мира 2006 года: эта игра, завершившаяся поражением ЮАР со счётом 0:3, оказалась последней и в его профессиональной карьере игрока. Всего он провёл 26 матчей за сборную ЮАР, не отличившись забитыми голами.

## Стиль игры
Лекхето играл на позициях левого защитника и левого полузащитника. Будучи изначально игроком среднего уровня, вскоре он стал лучшим левым защитником в чемпионате России в 2001—2003 годах: его считают одним из лучших легионеров не только в истории «Локомотива», но и чемпионатов России в целом. В 2002 году газета «Спорт-Экспресс» отметила, что благодаря физической подготовке и цепкости Лекхето контролировал свой левый фланг и мог нередко подключаться в атаку, а обыграть его один-в-один было почти невозможно. По словам Дмитрия Сенникова, Лекхето был трудолюбивым игроком и демонстрировал огромную самоотдачу как на тренировках, так и в матчах, будучи крайне неуступчивым игроком. Если в 2001 году Лекхето три раза в матчах «Локомотива» фолил в своей штрафной, что приводило к пенальти в пользу соперников клуба, то в 2002 году он ни разу не допустил подобных нарушений правил. Джереми Лекхето, младший брат Джейкоба, говорил, что ещё будучи игроком «Свэллоуз», Бобо играл в обороне на любых позициях и не допускал ошибок. Тренер клуба «Своллоуз» Жуниор Малефе в день смерти Лекхето назвал того одним из лучших игроков в истории команды.
Защитник «Локомотива» и тренер клуба Олег Пашинин, который играл в начале 2000-х вместе с Лекхето в одной команде, называл его надёжным, неуступчивым и жёстким игроком, который вёл до конца борьбу «лицом в лицо», своевременно и чётко подключался к атакам, а также обладал отличной техникой, умея идти в обводку и совершать финты. Юрий Сёмин говорил, что Лекхето обладал большой работоспособностью как крайний защитник, выполняя болшой объём работы на фланге и в обороне, и в атаке, превосходя по этому параметру других защитников. При этом Бобо был ещё и дисциплинированным игроком, что было редкостью среди африканских легионеров РПЛ, которые при своих высоких физических и тактических характеристиках не всегда соблюдали спортивный режим (так, его ставили в противоположность другому африканскому легионеру команды Юрия Сёмина, нигерийцу Джеймсу Обиоре). Бобо часто посещал ночные клубы вместе с другими игроками, за что его отчитывал Юрий Сёмин, но игрок в ответ заявлял о готовности немедленно выйти на поле в матче и показать свою форму, чтобы вернуть доверие тренера. Игорь Чугайнов, который сыграл важную роль в развитии тактических навыков Лекхето как игрока, называл Бобо единственным легионером клуба, который не гнушался таскать сетки с мячами на тренировках, а земляк Джейкоба футболист Табо Муки называл его лидером как на поле, так и вне поля.
Комментируя свои предпочтения в футболе, Лекхето говорил, что болел за «Манчестер Юнайтед», поскольку там работал его кумир — сэр Алекс Фергюсон. Джейкоб также утверждал, что «МЮ» времён Фергюсона и «Локомотив» начала 2000-х были схожи в игровом стиле, особенно в охране ворот и вводе мяча в игру, когда на краях уже были открыты защитники (в частности, так Сергей Овчинников играл на Вадима Евсеева или на Джейкоба Лекхето).

## Личная жизнь
Отец Джейкоба ушёл из семьи, когда Бобо было 9 лет. Мать осталась одна с тремя детьми — старшим Джейкобом, средним Джорджем и младшим Джереми (ему было чуть больше года). Джейкоб фактически стал главой семьи. Его соседи рассказывали, что Джейкоб никогда не дрался, не ввязывался в сомнительные авантюры, не нарушал закон и не употреблял наркотики. Табо Муки рассказывал, что Лекхето никогда не поднимал ни на кого руку и всегда выступал против применения грубой силы для разрешения любых споров; уважал и молодёжь, и стариков; обладал хорошим чувством юмора и служил примером для подражания во всём городе. Дмитрий Сенников и его жена, которые путешествовали по ЮАР, однажды встретились с Джейкобом и вместе с ним поехали в его родной город, где познакомились с семьёй Джейкоба. Сенников добавлял, что в матчах «Локомотива» Джейкоб Лекхето и Вадим Евсеев пересекались редко, но за пределами футбольного поля очень много общались.
Младший брат Джейкоба Джереми рассказывал, что одним из первых узнал о намерениях Бобо переехать в Москву: он считал, что этот переезд стал бы большим шагом вперёд для карьеры Джейкоба, но при этом мать Джейкоба всячески пыталась отговорить сына, опасаясь за его будущее. Средний брат Джордж позже тоже стал футболистом, но после смерти Джейкоба устроился работать продавцом в шопинг-центре в Соуэто. В 2010 году Джордж заявлял о своём желании переехать в Россию и открыть при «Локомотиве» детскую академию. Сам Джордж был прихожанином Христианской церкви Сиона: её прихожанами были, в частности, бабушка и дедушка Джейкоба. В то же время Джейкоб не был ревностным христианином, предполагая, что придёт к церкви, когда ему будет «лет сорок — пятьдесят».
Было известно, что Лекхето не был официально женат, однако более 10 лет он жил с женщиной по имени Буси, которая была швеёй по профессии и по состоянию на 2003 год училась в Йоханнесбурге, планируя открыть модельное агентство. От этого брака у него была дочь Лерато, которая по словам Джейкоба, не любила футбол. В школе он учился на языке сото, на котором общался только дома в Соуэто с местными жителями; со своей супругой и дочерью он говорил на английском; а за первые два месяца пребывания в России Бобо выучил русский язык. Дмитрий Сенников и Олег Пашинин говорили, что он знал футбольные термины и благодаря этому спокойно объяснялся с одноклубниками на поле. Посещая совместные командные собрания, он даже смотрел советские фильмы вместе с другими игроками. Во время тренировок и матчей иногда Лекхето коверкал слова на русском, но при этом не брезговал использовать русский мат в своей речи.
Среди болельщиков «Локомотива» и других российских клубов Джейкоб Лекхето был известен под прозвищами «Яша» и «Бобо». «Яшкой» его прозвали в честь героя одноимённой повести Владимира Короленко, у которого был несгибаемый характер и который не хотел мириться с обстоятельствами. В интервью российским изданиям Джейкоб говорил, что «Бобо» — это не просто его прозвище, но и имя, по которому к нему обращаются дома и которое он получил в честь своего деда.
Семья изначально проживала в маленьком тесном доме. Спустя два года после переезда в Москву Джейкоб купил новый дом матери в другом районе Соуэто и дом ушедшему из семьи отцу, сам он жил в Москве на Кутузовском напротив ТРЦ «Европейский», поскольку игрокам оттуда было недалеко добираться до базы в Баковке. Владислав Бондаренко рассказывал, что у Джейкоба была трёхкомнатная квартира в Москве, а сам он даже в отсутствие жены следил за порядком и чистотой в квартире, не допуская бардака. Джейкоб рассказывал, что в его квартире висел большой портрет Боба Марли. В 2007 году Лекхето утверждал, что купил всего два дома в коттеджном комплексе в Миридэйле (юг Соуэто), а также обеспечил жильём мать и брата. В его доме в Соуэто были три спальни, столовая, холл и кухня, но сам он собирался купить что-то ещё более просторное.

## После игровой карьеры

### Обстоятельства ухода
В июле 2004 года тренер «Локомотива» Юрий Сёмин официально прокомментировал уход Джейкоба Лекхето, сказав, что клубу было тяжело расставаться с игроком, который внёс большой вклад в успехи команды, однако «благополучие семьи превыше контрактных обязательств». Согласно официально озвученной версии, Лекхето вынужден был вернуться на родину из-за тяжёлой болезни женщины, с которой он жил: юрист Лекхето сообщал, что подруга Джейкоба была больна туберкулёзом, и эту версию отстаивал сам Джейкоб. Сам Сёмин в беседе с каналом Eurosport сказал, что на тот момент у Бобо заканчивался контракт, и клуб предлагал игроку подписать новый, но Лекхето наотрез отказывался, утверждая, что ему нужно содержать большую семью. Президент клуба Валерий Филатов включился в переговоры и предложил игроку улучшенные условия контракта: Джейкоб тактично улыбался и кивал, но настоял на своём уходе из команды, при этом оговорившись, что посоветуется с родными и примет окончательное решение о том, будет ли возвращаться в «Локомотив». В 2007 году стало известно, что на момент отъезда Лекхето его контракт с московским клубом всё ещё был в силе.
В начале 2005 года грозненский «Терек» сообщал, что Лекхето может поехать на просмотр к клубу во время учебно-тренировочных сборов в Турции. Сам Лекхето рассказывал, что созванивался с тренером клуба «Мамелоди Сандаунз» после своего отъезда из Москвы, однако тот заявил, что поскольку на момент отъезда Лекхето ещё имел действующий контракт с «Локомотивом», переход игрока в южноафриканский клуб был невозможен. Так или иначе, но на этом игровая карьера Лекхето фактически закончилась.

### Болезнь и возвращение на родину
Позже в прессе получила распространение другая версия отъезда Джейкоба на родину: в том же 2004 году в России ему был поставлен диагноз СПИД. Отдельные издания утверждали, что СПИД был диагностирован и у его подруги. Футбольный тренер Виктор Бондаренко говорил, что у жены Лекхето тоже был диагностирован СПИД, и она скончалась от его последствий, а Игорь Чугайнов и вовсе возложил на неё вину в заражении Бобо СПИДом. Однако никто из игроков, тренеров и администраторов «Локомотива» не знал о диагнозе Джейкоба вплоть до его отъезда. Клубный врач Савелий Мышалов утверждал, что всех игроков в Москве регулярно проверяли на ВИЧ (в частности, у игроков два раза в год делали заборы на ВИЧ), но у Лехкето все анализы были отрицательные. Информация о диагнозе игрока пришла из ЮАР уже после его отъезда на родину. Сам Мышалов затруднялся сказать, при каких обстоятельствах у Лекхето мог появиться в организме вирус. В то же время бывший спортивный директор «Торпедо» Владислав Бондаренко утверждал, что у Лекхето действительно был диагностирован СПИД, в связи с чем игрок принял решение пересмотреть свои жизненные приоритеты и поставить точку в футбольной карьере. По версии Бондаренко, Лекхето мог заразиться в результате незащищённого сексуального контакта.
Возвращение Джейкоба на родину стало неожиданным и для его семьи. Он отказывался давать какие-либо интервью российской прессе, не желая, чтобы «на родине склоняли его имя»: исключение он сделал для газеты «Спорт-Экспресс» в 2007 году, рассказав Александру Просветову о своей жизни. Комментируя свой уход из футбола, он сказал, что в Москве жил «как король» и был всем обеспечен, но в какой-то момент понял, что «деньги — это ещё не всё» и что после смерти они окажутся «не нужны». Своё возвращение в Африку из России он назвал своим «путём в жизни», который был предначертан ему свыше. После ухода из футбола он занялся бизнесом: в частности, он сдавал купленный на московскую зарплату дом, а также открыл сеть закусочных под названием «Сумашеши цыплёнок» (англ. Somashesh Chicken). Название сети было игрой слов: слово «сумашеши» могло толковаться как искажение русского слова «сумасшедший», так и в качестве слова на языке зулу, означающего «быстро сделанный». Там подавалась курица на гриле с картошкой и острым соусом пири-пири. По состоянию на ноябрь 2007 года работа сети закусочных была временно приостановлена из-за нерентабельности: Джейкоб собирался продать бренд. Помимо этого, Лекхето основал собственный футбольный клуб в Соуэто под названием «Братья Лекхето. Молетшане Локомотив», в котором играли мальчики из местного квартала. Джейкоб, создав свою команду пытался таким образом предложить детям альтернативные развлечения, чтобы уберечь их от возможных связей с криминалом.

## Смерть
19 февраля 2007 года ряд русскоязычных изданий во главе с Rusfootball, ссылаясь на некие южноафриканские СМИ, сообщили о том, что Лекхето погиб в автокатастрофе. Согласно этим сообщениям, Джейкоб Лекхето, управляя BMW X3, столкнулся с проезжавшим мимо трейлером, получив серьёзные травмы, и умер в больнице примерно в 20:00 по местному времени. Утверждалось, что Лекхето не справился с управлением машиной и вылетел в кювет, будучи при этом в состоянии алкогольного опьянения. Утверждалось, что Юрий Сёмин и Сергей Овчинников собираются лететь на похороны в Южную Африку. Однако уже на следующий день выяснилось, что информация о гибели Лекхето не соответствовала действительности: никаких подтверждений не удалось получить ни по итогам проверки крупных южноафриканских изданий, ни по итогам звонков пресс-атташе московского «Локомотива» Александру Удальцову. Вскоре сайт Rusfootball принёс извинения за публикацию заведомо ложного сообщения.
Спустя некоторое время вышло видео с присутствующим на нём живым Джейкобом Лекхето, который выступил с обращением к фанатам «Локомотива», заявив, что не понимает, откуда взялись подобные сообщения. Своё удивление появлению подобных слухов он выразил и в интервью «Спорт-Экспрессу». Однако некоторые болельщики отметили, что у игрока был нездоровый вид на видео: о том, что Лекхето исхудал в последний год, говорил и Виктор Бондаренко. Журналист газеты «Спорт-Экспресс» Александр Просветов даже предполагал, что у Лекхето могла быть наркотическая зависимость, а сотрудник русскоязычного отдела Eurosport Артём Буторин предполагал, что Лекхето мог скрывать ото всех наличие страшного диагноза из-за царивших тогда предубеждений в отношении больных ВИЧ и СПИД. По мнению Дины Юрьевой, в интервью Просветову Лекхето, говоря о том, что деньги не являются главным в жизни, словно предчувствовал то, что ему осталось недолго жить.
Джейкоб Лекхето скончался 9 сентября 2008 года, о чём в тот же день сообщили сайт «Локомотива» и многие южноафриканские СМИ, заявив о смерти игрока после продолжительной болезни. Ряд российских изданий утверждали, что причиной смерти Лекхето мог стать именно СПИД, однако никакого официального сообщения о причинах смерти игрока так и не поступило. Семья игрока всячески отрицала наличие СПИДа у Джейкоба, утверждая, что смерть игрока наступила на фоне усталости и неких проблем с сердцем. Мать Бобо в 2010 году утверждала, что за две недели до смерти он спокойно играл в футбол с местными мальчишками, но при этом сказала, что семья так и не получила от врача заключение о смерти.
Журналист издания International Online (IOL) Мачелане Мамаболо и вовсе выдвигал версии о смерти Джейкоба из-за передозировки наркотиков или даже проблем с русской мафией, из-за которой игрок якобы бросил Лигу чемпионов и уехал из России. Со слов врача-инфекциониста Центра по профилактике и борьбе со СПИДом Светланы Галкиной, если бы Лекхето не умолчал об инфекции и обратился в любой центр СПИДа за помощью, то мог бы получить соответствующую терапию и не только прожить дольше, но и возобновить профессиональную игровую карьеру. С учётом специфики СПИДа, когда у больного вообще не было иммунитета, к смерти могла привести любая болезнь, которую обычно и указывали в свидетельстве о смерти.

## Увековечивание памяти
Джейкоб Лекхето был похоронен на окраине города Соуэто на кладбище, которое находится за мостом через болото рядом с трущобами. В 2010 году журналисты газеты «Советский спорт», посетив могилу, возложили к ней футболку «Локомотива» с номером 4, цветы и два флага — флаг России и флаг ЮАР. Сеть закусочных «Сумашеши цыплёнок» и футбольный клуб «Братья Лекхето» прекратили существование после смерти Джейкоба.
В гостевом матче 21-го тура чемпионата России 2008 года против нальчикского «Спартака», завершившемся победой «Локомотива» со счётом 1:0, болельщики «красно-зелёных» вывесили баннер «Бобо! Помним, любим, скорбим…», который газета «Советский спорт» включила в список трёх лучших баннеров минувшего тура.

## Достижения

### Командные
Чемпионат России
- Чемпион: 2002[4][2], 2004[27][54][3]
- Серебряный призёр: 2001[3]

Кубок России
- Обладатель: 2000/2001[3]

Суперкубок России
- Обладатель: 2003[3]

### Личные
В списке 33 лучших футболистов чемпионата России:
- 2001 — № 2[55][56]
- 2002 — № 1[57]
- 2003 — № 1[58][59]

## Статистика

### Клубная
Статистика приводится по данным сайта Footballfacts.ru
| Клуб               | Сезон     | Чемпионат | Чемпионат | Кубок | Кубок | Международные | Международные | Всего | Всего |
| Клуб               | Сезон     | Матчи     | Голы      | Матчи | Голы  | Матчи         | Голы          | Матчи | Голы  |
| ------------------ | --------- | --------- | --------- | ----- | ----- | ------------- | ------------- | ----- | ----- |
| Морока Свэллоуз    | 1996      | -         | -         | -     | -     | -             | -             | 6     | 0     |
| Морока Свэллоуз    | 1996/1997 | 33        | 4         | -     | -     | -             | -             | 33    | 4     |
| Морока Свэллоуз    | 1997/1998 | 32        | 3         | -     | -     | -             | -             | 32    | 3     |
| Морока Свэллоуз    | 1998/1999 | 22        | 1         | -     | -     | -             | -             | 22    | 1     |
| Морока Свэллоуз    | 1999/2000 | 33        | 2         | -     | -     | -             | -             | 33    | 2     |
| Морока Свэллоуз    | 2000/2001 | 24        | 0         | -     | -     | -             | -             | 24    | 0     |
| Локомотив (Москва) | 2001      | 25        | 0         | 2     | 0     | 10            | 1             | 37    | 1     |
| Локомотив (Москва) | 2002      | 23        | 2         | 1     | 0     | 9             | 1             | 33    | 3     |
| Локомотив (Москва) | 2003      | 24        | 1         | 2     | 0     | 9             | 0             | 35    | 1     |
| Локомотив (Москва) | 2004      | 6         | 0         | 4     | 0     | 0             | 0             | 10    | 0     |

### В сборной
Статистика приводится по данным сайта national-football-teams.com
| №  | Дата            | Оппонент         | Счёт | Соревнование                      |
| 1  | 28 мая 2000     | Мальта           | 1:0  | Товарищеский матч                 |
| 2  | 3 июня 2000     | США              | 0:4  | Товарищеский матч                 |
| 3  | 7 июня 2000     | Мексика          | 2:4  | Товарищеский матч                 |
| 4  | 11 июня 2000    | Ирландия         | 1:2  | Товарищеский матч                 |
| 5  | 18 июня 2000    | Свазиленд        | 2:0  | Кубок КОСАФА 2000 — четвертьфинал |
| 6  | 29 июля 2000    | Зимбабве         | 0:1  | Кубок КОСАФА 2000 — полуфинал     |
| 7  | 3 сентября 2000 | Республика Конго | 2:1  | Отбор на КАН-2002 — группа 2      |
| 8  | 16 декабря 2000 | Либерия          | 2:1  | Отбор на КАН-2002 — группа 2      |
| 9  | 25 апреля 2001  | Италия           | 0:1  | Товарищеский матч                 |
| 10 | 5 мая 2001      | Зимбабве         | 2:1  | Отбор на ЧМ-2002 — группа E       |
| 11 | 3 июня 2001     | Либерия          | 1:1  | Отбор на КАН-2002 — группа 2      |
| 12 | 1 июля 2001     | Буркина-Фасо     | 1:1  | Отбор на ЧМ-2002 — группа E       |
| 13 | 15 августа 2001 | Швеция           | 0:3  | Товарищеский матч                 |
| 14 | 27 марта 2002   | Грузия           | 1:4  | Товарищеский матч                 |
| 15 | 12 мая 2002     | Мадагаскар       | 1:0  | Товарищеский матч                 |
| 16 | 12 июня 2002    | Испания          | 2:3  | ЧМ-2002 — группа B                |
| 17 | 8 сентября 2002 | Кот-д’Ивуар      | 0:0  | Отбор на КАН-2004 — группа 11     |
| 18 | 13 октября 2002 | Бурунди          | 2:0  | Отбор на КАН-2004 — группа 11     |
| 19 | 29 марта 2003   | Мадагаскар       | 2:0  | Товарищеский матч                 |
| 20 | 15 ноября 2003  | Египет           | 1:2  | Товарищеский матч                 |
| 21 | 10 января 2004  | Маврикий         | 0:2  | Кубок КОСАФА 2004 — первый раунд  |
| 22 | 18 января 2004  | Сенегал          | 1:2  | Товарищеский матч                 |
| 23 | 27 января 2004  | Бенин            | 2:0  | КАН-2004 — группа D               |
| 24 | 31 января 2004  | Нигерия          | 0:4  | КАН-2004 — группа D               |
| 25 | 4 февраля 2004  | Марокко          | 1:1  | КАН-2004 — группа D               |
| 26 | 20 июня 2004    | Гана             | 0:3  | Отбор на ЧМ-2006 — группа 2       |

## Комментарии
1. ↑  Со слов самого игрока, датируемых 2002 годом[1].
2. ↑  Сайт FootballFacts указывает их как матчи в чемпионате[8], хотя последнее первенство Национальной футбольной лиги[англ.] прошло в 1995 году, а следующее первенство — Премьер-Лиги — состоялось в сезоне 1996/1997 по системе «осень—весна».
3. ↑  Без учёта 2 матчей за дубль «Локомотива»[8]
4. ↑  Без учёта матча за Суперкубок России[8]